# Metodo dei tempi di reazione
In psicologia si chiama metodo dei tempi di reazione la procedura di misurazione del tempo intercorrente tra uno stimolo ricevuto da un soggetto e la risposta emessa da quest'ultimo.

## Nascita
Il primo ad interessarsi alla misurazione dei tempi di reazione fu Franciscus Donders, che, fra il 1860 e il 1867 studiando volontari sottoposti a determinati stimoli, scoprì che individui diversi, rispondono con velocità diverse allo stesso stimolo. Ciò lo portò a concludere che il tempo di reazione di un singolo individuo dipendesse dal numero di "passaggi" mentali necessari per elaborare lo stimolo e produrre la risposta. E quindi ipotizzò che, benché i processi mentali non si possano osservare direttamente, col metodo dei tempi di reazione fosse possibile aggirare l'ostacolo e ricostruirli indirettamente con una certa precisione.
Fu solo nel 1871 che venne coniato il termine "tempo di reazione" dal fisiologo Siegmund Exner, mentre in precedenza si parlava di "tempo fisiologico".
Donders si rifece agli esperimenti di Hermann von Helmholtz sulla misurazione della velocità di conduzione delle fibre nervose. In base a ciò elaborò il cosiddetto "metodo sottrattivo", da utilizzarsi in tre condizioni. La prima condizione (a) comprendeva uno stimolo a cui doveva essere data una risposta; la seconda condizione (b) comprendeva più stimoli, ad ognuno dei quali corrispondeva una risposta diversa ed infine la terza condizione (c) comprendeva più stimoli, ma solo ad uno di essi doveva essere data risposta, mentre agli altri il soggetto non doveva rispondere. Donders poté così constatare che i tempi a erano i più brevi di tutti, seguivano i tempi c e i più lunghi erano i tempi b.
In base a ciò Donders definì le seguenti sottrazioni:
- c - a : discriminazione fra stimoli
- b - c : discriminazione fra le risposte

Tali tempi di discriminazione corrispondevano ai processi puramente psicologici di scelta a cui veniva associato un indice di misurazione fisico.

## Storia
Il metodo fu accolto con entusiasmo ed ebbe una rapida diffusione. Fu usato in particolare da Wilhelm Wundt. Wundt sperava di dimostrare l'esistenza delle fasi in cui riteneva si articolassero i processi mentali. Per fare questo cercò di specializzare il metodo, ma non ebbe successo. Questo fallimento portò ad un parziale oblio del metodo di Donders già a partire dai primi anni del Novecento.
Il metodo dei tempi di reazione fu adoperato in qualche caso da Carl Gustav Jung come una sorta di test della verità, basando sul suo assunto che i tempi di reazione troppo brevi o troppo dilatati erano indice dell'esistenza di una precisa realtà psichica: il complesso.

## Oggi
Il metodo dei tempi di reazione è tuttora utilizzato dagli psicologi, in particolare dagli studiosi dei processi cognitivi.
È anche utilizzato come base del paradigma di Sternberg 1966 sullo studio della memoria a breve termine.
I tempi di reazione sono tenuti in forte considerazione nella valutazione di alcuni test. Nelle scale Wechsler si è trovata una correlazione tra i tempi di risposta ed il QI.